# Grete Wold
Grete Wold (* 15. Januar 1968) ist eine norwegische Politikerin der Sosialistisk Venstreparti (SV). Seit 2021 ist sie Abgeordnete im Storting.

## Leben
Wold erhielt im Jahr 1993 einen Bachelorabschluss und arbeitete anschließend als Sozialarbeiterin für die Kommune Sandefjord. Von 2010 bis 2021 arbeitete sie für die Kommune als Leiterin der Abteilung für psychische Gesundheit und Süchte. Bei der Kommunalwahl 2015 war Wold die Spitzenkandidatin der SV in der Kommune Holmestrand. Sie saß anschließend bis 2019 im Kommunalparlament der Gemeinde und wurde nach der Fylkestingswahl 2019 Mitglied im Fylkesting von Vestfold og Telemark. Im Jahr 2018 übernahm sie den Vorsitz der Sosialistisk Venstreparti in Vestfold og Telemark.
Wold zog bei der Parlamentswahl 2021 erstmals in das norwegische Nationalparlament Storting ein. Dort vertritt sie den Wahlkreis Vestfold und wurde zunächst Mitglied im Kommunal- und Verwaltungsausschuss. Sie war als Spitzenkandidatin ihrer Partei in Vestfold angetreten. Im Mai 2023 wechselte sie in den Bildungs- und Forschungsausschuss.